# Брдце-над-Добрно
Брдце-над-Добрно (словен. Brdce nad Dobrno) — поселення в общині Добрна, Савинський регіон, Словенія. Висота над рівнем моря: 846,5 м. 